# Корнеевка (Северо-Казахстанская область)
Корнеевка (каз. Корнеевка) — село в Есильском районе Северо-Казахстанской области Казахстана. Административный центр Корнеевского сельского округа.

## География
Корнеевка находится в 45 км от районного центра села Явленки и в 130 км от Петропавловска. Расположено на берегу озера Большой Тарангул.
В 15 км к западу от села находится озеро Коянды.

## История
Село было основано в 1900 году крестьянами-переселенцами из Центральной России и с Украины. Корнеевка была названа в честь первых семей-переселенцев, носивших фамилию Корнеевы.
В 1961 году образован совхоз «Корнеевский», также называвшийся центральной усадьбой Корнеевки. Специализацией совхоза стали производство зерна и мясо-молочное скотоводство. После распада СССР, в 1994 году, совхоз был реорганизован, а в 1997 году преобразован в ТОО «Корнеевское».
В период с 1972 по 1997 год Корнеевка являлась центром Московского района.

## Население
В 1999 году население Корнеевки составляло 2829 человек (1410 мужчин и 1419 женщин). По данным переписи 2009 года, в селе проживало 2133 человека (1038 мужчин и 1095 женщин).
| Численность населения | Численность населения | Численность населения | Численность населения | Численность населения |
| 1999                  | 2009                  | 2014                  | 2015                  | 2016                  |
| --------------------- | --------------------- | --------------------- | --------------------- | --------------------- |
| 2829                  | ↘2133                 | ↘2070                 | ↗2081                 | ↘2074                 |

| Количество дворов | Количество дворов | Количество дворов |
| 2014              | 2015              | 2016              |
| ----------------- | ----------------- | ----------------- |
| 736               | ↗747              | ↘744              |

## Экономика
Значительная часть населения занята в сферах сельского хозяйства, промышленности, здравоохранения и предпринимательства. В селе производят муку, хлебобулочные и кондитерские изделия, молочные продукты, а также строительные материалы. В Корнеевке работают несколько магазинов и аптек, больница, узел связи и почтовое отделение. В также селе имеются стадион и ретранслятор.

### Инфраструктура
В Корнеевке расположен акимат сельского округа. Из образовательных учреждений имеются средняя школа и гимназия. Ведутся работы по подведению водопровода к жилым домам села. С Явленкой, Петропавловском и другими населёнными пунктами Корнеевка связана асфальтовыми дорогами.

## Культура
Имеется одна православная и одна римско-католическая церковь. В селе находится Дом культуры, в здании которого расположена библиотека. Работает немецкое этнокультурное объединение «Митайнандер». В Корнеевке установлен памятник односельчанам, погибшим в годы Гражданской, Великой Отечественной и Афганской войн. В Корнеевке имеется локальное место отдыха, которое пользуется популярностью - сосновый бор.